# Egeria
Egeria é um género botânico pertencente à família hydrocharitaceae.

## Espécies
- Egeria chilensis
- Egeria densa
- Egeria heterostemon
- Egeria matthewsii
- Egeria najas